# Die Marx Brothers im Kaufhaus
Die Marx Brothers im Kaufhaus (Originaltitel: The Big Store) war der elfte Film der Marx Brothers Groucho, Chico und Harpo. Gedreht wurde er im Jahr 1941.

## Handlung
Der junge Musiker Tommy Rogers ist Mitbesitzer eines Kaufhauses. Um die Musikschule, an der er singen gelernt hat, zu unterstützen und zu einem Konservatorium auszubauen, will er seinen Anteil am Kaufhaus verkaufen. Dies versucht Mr. Grover, der Manager und Verlobte von Martha Phelps, der Tante von Tommy, zu verhindern, da die Bilanzen frisiert sind. Er engagiert diverse Männer, um ihn aus dem Weg zu räumen. Detektiv Wolf J. Flywheel und die beiden Brüder Ravelli und Wacky wissen dies jedoch zu verhindern. Schließlich überführen sie Mr. Grover und bringen ihn hinter Gitter.

## Bemerkungen
Eine der klassischen Marx-Brothers-Szenen ist in diesem Film die Rollschuhverfolgungsjagd durch das Kaufhaus.

## Lieder
Interpret Tony Martin:
- Tenement Symphony
- If it’s you
- Mama Yo Quiero

Interpret Groucho Marx:
- Sing while you sell

Interpretin Virginia O’Brien:
- Rock-a-bye Baby

## Synchronisation
| Rolle            | Darsteller   | Synchronsprecher |
| ---------------- | ------------ | ---------------- |
| Wolf J. Flywheel | Groucho Marx | Gerd Martienzen  |
| Ravelli          | Chico Marx   | Gerd Duwner      |